# Saint-Méard
Saint-Méard är en kommun i departementet Haute-Vienne i regionen Nouvelle-Aquitaine i västra Frankrike. Kommunen ligger i kantonen Châteauneuf-la-Forêt som tillhör arrondissementet Limoges. År 2022 hade Saint-Méard 367 invånare.

## Befolkningsutveckling
Antalet invånare i kommunen Saint-Méard
| Referens: INSEE |